# Municipio de Clay (Míchigan)
El municipio de Clay (en inglés: Clay Township) es un municipio ubicado en el condado de St. Clair en el estado estadounidense de Míchigan. En el año 2010 tenía una población de 9066 habitantes y una densidad poblacional de 42,45 personas por km².

## Geografía
El municipio de Clay se encuentra ubicado en las coordenadas 42°36′12″N 82°37′24″O / 42.60333, -82.62333. Según la Oficina del Censo de los Estados Unidos, el municipio tiene una superficie total de 213.59 km², de la cual 91.49 km² corresponden a tierra firme y (57.17%) 122.1 km² es agua.

## Demografía
Según el censo de 2010, había 9066 personas residiendo en el municipio de Clay. La densidad de población era de 42,45 hab./km². De los 9066 habitantes, el municipio de Clay estaba compuesto por el 97.77% blancos, el 0.14% eran afroamericanos, el 0.49% eran amerindios, el 0.3% eran asiáticos, el 0.03% eran isleños del Pacífico, el 0.12% eran de otras razas y el 1.15% pertenecían a dos o más razas. Del total de la población el 1.07% eran hispanos o latinos de cualquier raza.